# والاس ريا
والاس ريا (بالإنجليزية: Wallace Rea)‏ (21 أغسطس 1935 في المملكة المتحدة - 1998) هو مدرب كرة قدم ولاعب كرة قدم بريطاني في مركز جناح ‏. لعب مع برادفورد سيتي ونادي ماذرويل ونادي لانارك الثالث وRoyal Albert F.C. ‏.